# Camponotus piceatus
Camponotus piceatus é uma espécie de inseto do gênero Camponotus, pertencente à família Formicidae.